# Trio pour piano et cordes no 1 de Schubert
Pour les articles homonymes, voir Trio pour piano et cordes.

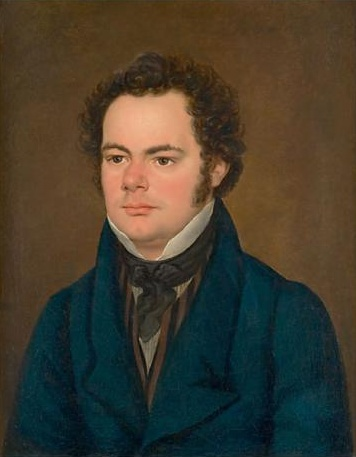
Portrait de Franz Schubert

Le Trio en si bémol majeur pour piano et cordes no 1, D. 898 (op. 99) est une œuvre de musique de chambre composée par Franz Schubert en 1827, peu de temps avant ou après le Trio en mi bémol majeur.

## Composition
La chronologie de la composition est incertaine. Le trio a probablement été écrit durant l'été 1827 pour un trio composé de Carl Maria von Bocklet, pianiste ami de Schubert, Ignaz Schuppanzigh au violon et Joseph Linke au violoncelle. La première audition privée a eu lieu le 28 janvier 1828 chez Joseph von Spaun. Le trio a été édité en 1836 par Diabelli.

## Structure
Ce trio pour piano, violon et violoncelle est composé de quatre mouvements, qui s'exécutent en 38 minutes environ.

### Allegro moderato
En si bémol majeur, à 4/4
Le mouvement en forme sonate à deux thèmes démarre sur un tempo rapide. Le deuxième thème est une cantilène en fa majeur qui fait contraste. Le développement est très modulant et passe par les tonalités de mi majeur et fa majeur.

### Andante un poco mosso
En mi bémol majeur, à 6/8
Le thème est présenté au violon, puis au violoncelle avant d'être repris par le piano. L'épisode central est en ut mineur sur un rythme syncopé, avec des traits rapides.

### Scherzo - Allegro
En si bémol majeur, à 3/4

### Rondo - Allegro vivace
Rondo en si bémol majeur, à 2/4

## Discographie
- Leonard Rose, Isaac Stern et Eugene Istomin, en 1964, Sony Records.
- Trio Dali, (Jack Liebeck, violon ; Christian-Pierre La Marca, violoncelle ; Amandine Savary, Piano), 2011.